# Love's Penalty
Pour plus de détails, voir Fiche technique et Distribution.
Love's Penalty est un film américain réalisé par John Gilbert, sorti en 1921. Il s'agit du seul film réalisé par John Gilbert.

## Fiche technique
- Titre : Love's Penalty
- Réalisation : John Gilbert
- Scénario : John Gilbert et Katherine Hilliker
- Photographie : Alfred Ortlieb (en)
- Pays d'origine : États-Unis
- Format : Noir et blanc - 1,33:1 - Film muet
- Genre : drame
- Date de sortie : 1921

## Distribution
- Hope Hampton (en) : Janis Clayton
- Irma Harrison : Sally Clayton
- Mrs. Phillip Landau : Martha Clayton
- Percy Marmont : Steven Saunders
- John B. O'Brien : Bud Gordon
- Virginia Valli : Mrs. Steven Saunders
- Charles Lane : Rev. John Kirchway